# Stereopony
Stereopony (jap. ステレオポニー, Sutereoponī) war eine japanische Rockband die 2007 in Okinawa gegründet und 2012 aufgelöst wurde. Sie standen bei Sony Music Entertainment Japan unter Vertrag.
Sie veröffentlichten zwölf Singles, drei Studioalben und ein Best-of-Album.

## Musik
Bekannt wurde die Band durch ihr Lied Hitohira no Hanabira (ヒトヒラのハナビラ), das 2008 für den 17. Abspann der Anime-Serie Bleach verwendet wurde. Des Weiteren spielten sie den zweiten Vorspanntitel der Anime-Serie Kidō Senshi Gundam 00 Namida no Mukō (泪のムコウ) und 2009 den Vorspanntitel der zweiten Staffel von Darker than Black: Ryūsei no Gemini Tsukiakari no Michishirube (ツキアカリのミチシルベ).
I do it entstand in Zusammenarbeit mit Yui, die sich während dieser Zeit im Urlaub auf Okinawa befand. Zudem coverten sie auf dem Tributealbum zu Ehren Yuis She Loves You deren Lied again.
Am 2. Oktober 2012 gab die Band ihre Auflösung bekannt. Am 24. Oktober 2012 erschien ihre letzte Single Just rock with me/Namida Nante Mishite Yannai, die mit dem Gitarristen Evan Taubenfeld entstand und unter dem Bandnamen Evanpony veröffentlicht wurde. Ihr Abschiedskonzert (Stereopony Final Live – Best of Stereopony) gaben sie am 27. Dezember 2012.

## Bandmitglieder
- Aimi Haraguni (原国 愛海), geboren am 4. September 1990 in Naha, Präfektur Okinawa – Lead-Gitarre, Gesang
- Nohana Kitajima (北島 乃花), geboren am 16. September 1989 in Shimabara, Präfektur Nagasaki – E-Bass
- Shiho Yamanoha (山入端 志帆), geboren am 18. Oktober 1990 in Nago, Präfektur Okinawa – Schlagzeug

Ihre Künstlernamen waren jeweils der Vorname in lateinischen Buchstaben.

## Diskografie

### Alben
| Jahr | Titel                                                                      | Höchstplatzierung, Gesamtwochen, AuszeichnungChartsChartplatzierungen (Jahr, Titel, Platzierungen, Wochen, Auszeichnungen, Anmerkungen) | Anmerkungen                                            |
| Jahr | Titel                                                                      | JP | Anmerkungen                                            |
| ---- | -------------------------------------------------------------------------- | --- | ------------------------------------------------------ |
| 2009 | Hydrangea ga Saiteiru (ハイド.ランジアが咲いている) „Eine Hortensie blüht“ | JP7 (7 Wo.)JP | Erstveröffentlichung: 17. Juni 2009 Verkäufe: + 22.879 |
| 2010 | Over the Border                                                            | JP12 (6 Wo.)JP | Erstveröffentlichung: 9. Juni 2010 Verkäufe: + 11.619  |
| 2011 | More!More!!More!!!                                                         | JP33 (2 Wo.)JP | Erstveröffentlichung: 7. Dezember 2011                 |
| 2012 | Best of Stereopony                                                         | JP40 (3 Wo.)JP | Erstveröffentlichung: 21. November 2012                |

### Singles
| Jahr | Titel Album | Höchstplatzierung, Gesamtwochen, AuszeichnungChartsChartplatzierungen (Jahr, Titel, Album, Platzierungen, Wochen, Auszeichnungen, Anmerkungen) | Anmerkungen                                               |
| Jahr | Titel Album | JP | Anmerkungen                                               |
| ---- | --- | --- | --------------------------------------------------------- |
| 2008 | Hitohira no Hanabira (ヒトヒラのハナビラ) „Ein Blütenblatt“ Hydrangea ga Saiteiru                                       | JP25 Gold (Mobile Downloads) · (13 Wo.)JP | Erstveröffentlichung: 5. November 2008 Verkäufe: + 22.879 |
| 2009 | Namida no Mukō (泪のムコウ) „Hinter den Tränen“ Hydrangea ga Saiteiru                                                   | JP2 Gold (Mobile Downloads) · (13 Wo.)JP | Erstveröffentlichung: 11. Februar 2009 Verkäufe: + 60.096 |
| 2009 | I do it „Ich tu es“ Hydrangea ga Saiteiru                                                                               | JP13 (4 Wo.)JP | Erstveröffentlichung: 22. April 2009 Verkäufe: + 9.603    |
| 2009 | Smilife (スマイライフ) Over The Border                                                                                  | JP20 (4 Wo.)JP | Erstveröffentlichung: 19. August 2009 Verkäufe: + 5.665   |
| 2009 | Tsukiakari no Michishirube (ツキアカリのミチシルベ) „Wegweiser des Mondlichts“ Over The Border                          | JP8 Gold (Digital) · (15 Wo.)JP | Erstveröffentlichung: 4. November 2009 Verkäufe: + 11.906 |
| 2010 | Hanbunko (はんぶんこ) „Diese Hälfte“ Over The Border                                                                    | JP21 (4 Wo.)JP | Erstveröffentlichung: 17. Februar 2010 Verkäufe: + 6.623  |
| 2010 | Over Drive Over The Border                                                                                              | JP28 (3 Wo.)JP | Erstveröffentlichung: 12. Mai 2010 Verkäufe: + 5.468      |
| 2010 | Chiisana Mahō (小さな魔法) „Ein wenig Magie“ More! More!! More!!!                                                       | JP23 (6 Wo.)JP | Erstveröffentlichung: 8. Dezember 2010                    |
| 2011 | Tatoeba Utaenaku Nattara (たとえば唄えなくなったら) „Wenn du beispielsweise nicht singen könntest“ More! More!! More!!! | JP52 (3 Wo.)JP | Erstveröffentlichung: 10. August 2011                     |
| 2011 | Arigatō (ありがとう) „Danke“ More! More!! More!!!                                                                       | JP26 (3 Wo.)JP | Erstveröffentlichung: 28. September 2011                  |
| 2012 | Stand By Me „Steh zu mir“ Best of Stereopony                                                                            | JP30 (3 Wo.)JP | Erstveröffentlichung: 30. Mai 2012                        |

### Videoalben
| Jahr | Titel                                                                           | Höchstplatzierung, Gesamtwochen, AuszeichnungChartsChartplatzierungen (Jahr, Titel, Platzierungen, Wochen, Auszeichnungen, Anmerkungen) | Anmerkungen                             |
| Jahr | Titel                                                                           | JP | Anmerkungen                             |
| ---- | ------------------------------------------------------------------------------- | --- | --------------------------------------- |
| 2009 | 1st Tour A hydrangea blooms 2009 (ステレオポニー)                               | JP70 (1 Wo.)JP | Erstveröffentlichung: 16. Dezember 2009 |
| 2012 | Stereopony to Moushimasu: Miseinen-hen (ステレオポニーと申します。～未成年編～) | JP149 (1 Wo.)JP | Erstveröffentlichung: 25. Januar 2012   |
| 2012 | Stereopony to Moushimasu: Seijin-hen (ステレオポニーと申します。～成人編～)     | JP92 (1 Wo.)JP | Erstveröffentlichung: 1. Februar 2012   |
| 2012 | 天国からのエール スタンダード・エディション                                     | JP243 (1 Wo.)JP | Erstveröffentlichung: 2. Mai 2012       |
| 2013 | ステレオポニー Final Live ～Best of Stereopony～                                | JP55 (1 Wo.)JP | Erstveröffentlichung: 27. Februar 2013  |